# Byron Pérez
Byron Pérez   (Ciutat de Guatemala, 18 de març de 1959) és un exfutbolista guatemalenc de la dècada de 1980.
Fou 50 cops internacional amb la selecció de Guatemala.
Pel que fa a clubs, destacà a Comunicaciones com a principal club. També juga a Leones Negros UdeG.